# Peter Bonu Johnson
Peter Bonu Johnson (Bathurst, 1963. május 10. – 2019. július 28.) válogatott gambiai labdarúgó, hátvéd, edző.

## Pályafutása
1983 és 1994 között 38 alkalommal szerepelt a gambiai válogatottban és négy gólt szerzett. 2004 és 2008 között illetve 2012–13-ban a válogatott segédedzőjeként tevékenykedett. 2011–12-ben és 2013 és 2015 között a válogatott szövetségi kapitánya volt.